# TT306
La tombe thébaine TT 306 est située à Dra Abou el-Naga, dans la nécropole thébaine, sur la rive ouest du Nil, face à Louxor en Égypte.
C'est la tombe d'Irdjanenr, datant de la période ramesside.